# 黃冠鵯
黃冠鵯（学名：Pycnonotus zeylanicus）是鵯科鵯屬的一种鸟类，其种加词“zeylanicus”意为“锡兰（现为斯里兰卡）的”。分佈在汶萊、印尼、馬來西亞、緬甸及新加坡的鵯屬。牠們棲息在亞熱帶或熱帶低地的潮濕森林、紅樹林、潮濕叢林、農地、種植林及花園，但卻受到失去棲息地的威脅。

## 保育狀況
牠們被列為《瀕危野生動植物種國際貿易公約》附錄一的物種，被限制出口及貿易。